# Roda de Eresma (kommunhuvudort)
Roda de Eresma är en kommunhuvudort i Spanien.   Den ligger i provinsen Provincia de Segovia och regionen Kastilien och Leon, i den centrala delen av landet, 80 km nordväst om huvudstaden Madrid. Roda de Eresma ligger 939 meter över havet och antalet invånare är 128.
Terrängen runt Roda de Eresma är lite kuperad. Runt Roda de Eresma är det tätbefolkat, med 319 invånare per kvadratkilometer. Närmaste större samhälle är Segovia, 10,4 km sydost om Roda de Eresma. Trakten runt Roda de Eresma består till största delen av jordbruksmark.